# 埤子頭 (嘉義縣義竹鄉)
埤子頭，原寫為埤仔頭，是臺灣嘉義縣義竹鄉的一個傳統地域名稱，位於該鄉中部。相較於今日行政區，其範圍大致包括埤前村不含東北端、龍蛟村東南端、平溪村東北部凸出部分及中部沿伸至東南部邊界地帶。
義竹工業區的東部位於本地區境內。

## 歷史
台灣日治初期，埤子頭地區為一街庄，稱為「埤仔頭庄」，隸屬於龍蛟潭堡。該庄昔日西及西北與安溪藔庄為鄰，北與龍蛟潭庄為鄰，東北與新庄為鄰，東邊為義竹圍庄，東南邊及南邊為頭竹圍庄，西邊南側一小段與新店庄為鄰。
1901年（日治明治三十四年）11月11日，全台廢縣廳改設二十廳，該庄隸屬於鹽水港廳。1904年（明治三十七年）4月1日，該庄編入「頭竹圍區」，隸屬於鹽水港廳。1906年（明治三十九年）4月1日，該庄改編入鹽水港廳「東後藔區」。1909年（明治四十二年）10月25日，全台合併二十廳為十二廳，東後藔區改隸屬於嘉義廳。1920年（大正九年）10月1日，全台地方制度大改正，廢十二廳改設五州二廳，該庄改制並雅化為「埤子頭」大字，隸屬於臺南州東石郡義竹庄。
戰後義竹庄改制為義竹鄉，隸屬於臺南縣，大字亦改制為村。1950年10月25日，雲、嘉、南分治，義竹鄉改隸屬嘉義縣。

## 聚落
本地區發展較早的聚落有埤仔頭、三腳貓（已消失）、水碓（已消失）等，在日治期初期的官方地圖上已有記載。

## 交通
縣道172號是布袋至澐水的道路，經過本地區東北部。由該道路西行可前往布袋鎮布袋市區；東行可前往義竹鄉義竹市區、臺南市鹽水區、新營區、後壁區南部、白河區、嘉義縣中埔鄉，並止於省道台3線路口。
鄉道嘉25線是東後寮至北港仔的道路，經過本地區西北部邊界地帶。
鄉道嘉26線是北港仔至義竹的道路，經過本地區主聚落。
鄉道嘉27線是安溪寮至牛稠底的道路，其北側端點（起點）位於本地區北部西側的鄉道嘉25線路口（安溪寮聚落東北郊）。

## 產業
- 義竹工業區（東部）